# Communauté de communes des Deux Vallées Vertes
Pour les articles homonymes, voir Communauté de communes des Deux Vallées.
La communauté de communes des Deux Vallées Vertes (CC2VV) est une communauté de communes française située dans le département du Doubs, en Franche-Comté, dans la région administrative Bourgogne-Franche-Comté.
Elle est née de la fusion des communautés de communes du Pays de Rougemont, des Isles du Doubs et du Pays de Clerval.

## Historique
Le projet de schéma départemental de coopération intercommunale de 2015 impose la fusion des trois communautés de communes du Pays de Rougemont, des Isles du Doubs et du Pays de Clerval du fait d'une population inférieure à 15 000 habitants.
La prescription numéro 4 prévoit la fusion de ces trois intercos (56 communes) avec une extension du périmètre de ce nouvel EPCI à la commune de Desandans (717 habitants) à la suite d'un amendement validé par la CDCI. Ces trois communautés de communes s’inscrivent dans le périmètre du SCOT du Doubs Central, ainsi que dans celui du pôle d’équilibre territorial (PETR) qui s’est substitué récemment au syndicat mixte du Pays Doubs Central.
Ces communautés de communes s’inscrivent dans le bassin de vie de l’Isle-sur-le-Doubs situé entre les deux grandes agglomérations de Besançon et de Montbéliard
L'arrêté préfectoral est publié le 23 septembre 2016.
Le 1er janvier 2018, Rillans a quitté la communauté de communes des Deux Vallées Vertes pour rejoindre la communauté de communes du Doubs Baumois.
Le 1er janvier 2019, Pays de Clerval et Chaux-lès-Clerval ont fusionné sous le nom de Pays-de-Clerval.

## Composition
La communauté de communes est composée des 54 communes suivantes :

| Nom                      | Code Insee | Gentilé         | Superficie (km2) | Population (dernière pop. légale) | Densité (hab./km2) |
| ------------------------ | ---------- | --------------- | ---------------- | --------------------------------- | ------------------ |
| Pays-de-Clerval (siège)  | 25156      | Clervalois      | 22,55            | 1 161 (2022)                      | 51                 |
| Abbenans                 | 25003      | Abbenanais      | 11,17            | 321 (2022)                        | 29                 |
| Accolans                 | 25005      |                 | 5,18             | 88 (2022)                         | 17                 |
| Anteuil                  | 25018      | Anteuillois     | 24,29            | 600 (2022)                        | 25                 |
| Appenans                 | 25019      | Appenans        | 4,07             | 385 (2022)                        | 95                 |
| Arcey                    | 25022      |                 | 12,57            | 1 491 (2022)                      | 119                |
| Avilley                  | 25038      |                 | 5,62             | 153 (2022)                        | 27                 |
| Blussangeaux             | 25066      | Bolottes        | 2,12             | 78 (2022)                         | 37                 |
| Blussans                 | 25067      | Blussannois     | 8,04             | 188 (2022)                        | 23                 |
| Bournois                 | 25083      | Bourniquais     | 10,48            | 189 (2022)                        | 18                 |
| Branne                   | 25087      | Brannais        | 6,45             | 181 (2022)                        | 28                 |
| Cubrial                  | 25181      | Cubriaux        | 5,92             | 148 (2022)                        | 25                 |
| Cubry                    | 25182      |                 | 5,4              | 102 (2022)                        | 19                 |
| Cuse-et-Adrisans         | 25184      |                 | 5,42             | 280 (2022)                        | 52                 |
| Désandans                | 25198      | Désandanais     | 5,47             | 717 (2022)                        | 131                |
| Étrappe                  | 25226      |                 | 2,92             | 204 (2022)                        | 70                 |
| Faimbe                   | 25232      | Faimbiers       | 1,97             | 100 (2022)                        | 51                 |
| Fontaine-lès-Clerval     | 25246      |                 | 11,5             | 259 (2022)                        | 23                 |
| Fontenelle-Montby        | 25247      | Fonteneliens    | 6,65             | 81 (2022)                         | 12                 |
| Gémonval                 | 25264      | Gémonvalois     | 3,39             | 82 (2022)                         | 24                 |
| Geney                    | 25266      | Geneys          | 4,33             | 125 (2022)                        | 29                 |
| Gondenans-les-Moulins    | 25277      |                 | 3,93             | 83 (2022)                         | 21                 |
| Gondenans-Montby         | 25276      |                 | 11,78            | 163 (2022)                        | 14                 |
| Gouhelans                | 25279      |                 | 6,17             | 118 (2022)                        | 19                 |
| L'Hôpital-Saint-Lieffroy | 25306      | Lieffrois       | 3,43             | 122 (2022)                        | 36                 |
| Huanne-Montmartin        | 25310      |                 | 3,43             | 105 (2022)                        | 31                 |
| Hyémondans               | 25311      | Hyémondans      | 6,87             | 203 (2022)                        | 30                 |
| L'Isle-sur-le-Doubs      | 25315      | L'Islois        | 10,67            | 2 812 (2022)                      | 264                |
| Lanthenans               | 25327      |                 | 3,36             | 70 (2022)                         | 21                 |
| Mancenans                | 25365      | Moblots         | 11,94            | 318 (2022)                        | 27                 |
| Marvelise                | 25369      | Merligiens      | 4,21             | 150 (2022)                        | 36                 |
| Médière                  | 25372      | Médièrois       | 5,73             | 282 (2022)                        | 49                 |
| Mésandans                | 25377      |                 | 5,66             | 234 (2022)                        | 41                 |
| Mondon                   | 25384      | Mondoniens      | 4,5              | 79 (2022)                         | 18                 |
| Montagney-Servigney      | 25385      |                 | 6,55             | 123 (2022)                        | 19                 |
| Montussaint              | 25408      |                 | 3,04             | 54 (2022)                         | 18                 |
| Nans                     | 25419      | Nanais          | 3,2              | 92 (2022)                         | 29                 |
| Onans                    | 25431      | Onanais         | 14,21            | 366 (2022)                        | 26                 |
| Pompierre-sur-Doubs      | 25461      | Pompierrois     | 8,16             | 298 (2022)                        | 37                 |
| La Prétière              | 25470      |                 | 2,71             | 160 (2022)                        | 59                 |
| Puessans                 | 25472      |                 | 3,59             | 33 (2022)                         | 9,2                |
| Rang                     | 25479      | Rangeois        | 10,32            | 389 (2022)                        | 38                 |
| Roche-lès-Clerval        | 25496      | Rochois         | 5,34             | 98 (2022)                         | 18                 |
| Rognon                   | 25498      |                 | 4,09             | 47 (2022)                         | 11                 |
| Romain                   | 25499      |                 | 4,85             | 119 (2022)                        | 25                 |
| Rougemont                | 25505      | Rubrimontains   | 18,33            | 1 012 (2022)                      | 55                 |
| Saint-Georges-Armont     | 25516      | Saint-Georgeois | 4,74             | 125 (2022)                        | 26                 |
| Sourans                  | 25552      | Souranais       | 4,2              | 116 (2022)                        | 28                 |
| Soye                     | 25553      | Soyots          | 13,89            | 364 (2022)                        | 26                 |
| Tallans                  | 25556      | Tallanais       | 4,05             | 47 (2022)                         | 12                 |
| Tournans                 | 25567      |                 | 9,14             | 112 (2022)                        | 12                 |
| Trouvans                 | 25572      |                 | 2,69             | 103 (2022)                        | 38                 |
| Uzelle                   | 25574      | Uzellois        | 11,75            | 187 (2022)                        | 16                 |
| Viéthorey                | 25613      | Vitrés          | 7,92             | 91 (2022)                         | 11                 |

## Administration

### Siège
La communauté de communes a son siège au 23 Avenue Gaston RENAUD à Pays-de-Clerval.

### Conseil communautaire
En 2017, 79 conseillers communautaires siégeait dans le conseil selon une répartition de droit commun.
| Nombre de délégués | Communes            |
| ------------------ | ------------------- |
| 12                 | L'Isle-sur-le-Doubs |
| 4                  | Arcey               |
| 4                  | Rougemont           |
| 3                  | Clerval             |
| 2                  | Désandans, Anteuil  |
| 1                  | Les autres communes |

### Présidence
La communauté de communes est actuellement présidée par 
| Période         | Période  | Identité       | Étiquette | Qualité         |
| --------------- | -------- | -------------- | --------- | --------------- |
| 26 janvier 2017 | En cours | Bruno Beaudrey | DVD       | Maire d'Étrappe |

## Compétences
La structure adhère au 
- Syndicat mixte de l’échangeur de Autechaux - Baume-les-Dames : EUROPOLYS
- Syndicat mixte d'énergies du Doubs -SYDED
- Syndicat mixte Doubs très haut débit
- PETR du pays du Doubs central
- SCODEM des 2 Rivières (ex-SICTOM de Villersexel)

### Compétences obligatoires[6]
- Aménagement de l’espace pour la conduite d’actions d’intérêt communautaire ;
- Actions de développement économique ; création, aménagement, entretien et gestion de zones d’activité industrielle, commerciale, tertiaire, artisanale, touristique, portuaire ou aéroportuaire ; politique locale du commerce et soutien aux activités commerciales d’intérêt communautaire ; promotion du tourisme, dont la création d’offices de tourisme ;
- Gestion des milieux aquatiques et prévention des inondations (GEMAPI) ;
- Création, aménagement, entretien et gestion des aires d'accueil des gens du voyage ;
- Collecte et traitement des déchets des ménages et déchets assimilés ;
- Aménagement de l’espace pour la conduite d’actions d’intérêt communautaire ;
- Politique locale du commerce et soutien aux activités commerciales d’intérêt communautaire ;

### Compétences optionnelles[6]
- Protection et mise en valeur de l’environnement, le cas échéant dans le cadre de schémas départementaux et soutien aux actions de maîtrise de la demande d'énergie ;
- Politique du logement et du cadre de vie ;
- Construction, entretien et fonctionnement des équipements culturels et sportifs et d’équipements de l’enseignement pré-élémentaire et élémentaire d’intérêt communautaire ;
- Protection et mise en valeur de l’environnement ;
- Programme visant à l'amélioration de l'environnement intégrant d'éventuels programmes d'entretien et de mise en valeur d'espaces naturels sensibles (ENS) ;
- Politique du logement et du cadre de vie ;
- Réalisation d'actions et opérations d'animations collectives d'amélioration de l'habitat
- Soutien à l'action sociale menée par les Maisons de Service Au Public ;
- Création, entretien et promotion des chemins ou sentiers pour la pratique d’activité de randonnées ;

Compétences supplémentaires ou facultatives
- Actions en faveurs du développement des réseaux de télécommunications à haut débit et à très haut débit (THD) ;
- Service Public d'Assainissement Non Collectif ;
- Assainissement collectif ;
- Eau Potable ;
- Développement des Énergies Renouvelables ;
- Petite enfance, enfance, jeunesse ;
- Organisation et gestion du Transport à la demande ;
- Soutien aux associations et autres organismes ;
- Distribution publique d'électricité ;
- Projets de services à la population ;
- Projets de développement économique, touristique et de services (Études liées au développement économique, touristique et de services du territoire intercommunal) ;
- Création et gestion d'une saison culturelle intercommunale.